# 다름슈타트
다름슈타트(독일어: Darmstadt)는 독일 헤센주의 다름슈타트현에 속해있는 도시이다. 2015년을 기준으로 도시의 인구 수는 155,353명이다. 다름슈타트 주변의 유명 도시로는 대표적으로 북쪽의 약 30km 거리에 프랑크푸르트암마인, 북서쪽으로 약 40km 거리에 비스바덴과 마인츠, 남쪽으로는 약 45km 거리에 만하임 그리고 약 55km 거리에 하이델베르크 등이 있다.
다름슈타트는 과학 도시라는 타이틀을 가진 독일의 유명한 학문 도시이다. 이 타이틀은 1997년에 헤센 지역 내무부에 의해서 임명 받았다. 다름슈타트의 대학교와 연구소는 이 도시가 이 타이틀을 얻을 수 있도록 많은 영향을 끼쳤다. 다름슈타트의 유명한 대학교로는 다름슈타트 공과대학교가 있고 현재 이 모든 학교의 학생 수는 대략 40,000명에 달한다. 유명한 연구소로는 GSI 헬름홀츠 중이온 연구소, 유럽 우주국, 유럽 기상 위성 연구소 그리고 세 개의 프라운호퍼 협회가 다름슈타트  공과 대학교와 함께 연구를 진행하고 있다. 1994년 다름슈타트의 GSI 헬름홀츠 중이온 연구소에서 원자번호 110번인 다름슈타튬(Ds)를 발견하였다. 그 이외에도 커뮤니케이션 및 마케팅 분야, IT분야, 화학 분야, 자동차 분야 등의 회사들이 고루 분포하고 있다. 대표적으로 다름슈타트 옆에 위치한 뤼쎌스하임에 현대자동차, 오펠이 위치해있다. 또한 머크라는 대표적 과학 기술 회사가 다름슈타트 안에 위치해 있다.
다름슈타트는 또한 20세기 초, Ernst Ludwig 백작에 의해 유명해진 유겐트 양식의 예술 도시라고도 불린다. 다름슈타트 대표팀인 "SV 다름슈타트 98"는 현재 독일 분데스리가 2부 리그에서 활약하고 있다.

## 인구
| 연도  | 인구    | ±%     |
| ----- | ------- | ------ |
| 1871  | 33,800  | —      |
| 1890  | 55,883  | +65.3% |
| 1900  | 72,381  | +29.5% |
| 1925  | 89,465  | +23.6% |
| 1933  | 93,222  | +4.2%  |
| 1945  | 69,539  | −25.4% |
| 1956  | 123,306 | +77.3% |
| 1975  | 137,018 | +11.1% |
| 1990  | 138,920 | +1.4%  |
| 2000  | 138,242 | −0.5%  |
| 2010  | 144,402 | +4.5%  |
| 2020  | 159,174 | +10.2% |
| 출처: |         |        |

## 기후
| 다름슈타트의 기후                                                              | 다름슈타트의 기후 | 다름슈타트의 기후 | 다름슈타트의 기후 | 다름슈타트의 기후 | 다름슈타트의 기후 | 다름슈타트의 기후 | 다름슈타트의 기후 | 다름슈타트의 기후 | 다름슈타트의 기후 | 다름슈타트의 기후 | 다름슈타트의 기후 | 다름슈타트의 기후 | 다름슈타트의 기후 |
| 월                                                                             | 1월               | 2월               | 3월               | 4월               | 5월               | 6월               | 7월               | 8월               | 9월               | 10월              | 11월              | 12월              | 연간              |
| ------------------------------------------------------------------------------ | ----------------- | ----------------- | ----------------- | ----------------- | ----------------- | ----------------- | ----------------- | ----------------- | ----------------- | ----------------- | ----------------- | ----------------- | ----------------- |
| 역대 최고 기온 °C (°F)                                                         | 15 (59)           | 17 (63)           | 24 (75)           | 29 (84)           | 31 (88)           | 35 (95)           | 35 (95)           | 38 (100)          | 30 (86)           | 26 (79)           | 18 (64)           | 15 (59)           | 38 (100)          |
| 일평균 최고 기온 °C (°F)                                                       | 5 (41)            | 7 (45)            | 11 (52)           | 15 (59)           | 20 (68)           | 23 (73)           | 25 (77)           | 25 (77)           | 20 (68)           | 14 (57)           | 8 (46)            | 5 (41)            | 15 (59)           |
| 일일 평균 기온 °C (°F)                                                         | 1.4 (34.5)        | 2.1 (35.8)        | 5.9 (42.6)        | 9.7 (49.5)        | 14.3 (57.7)       | 17.3 (63.1)       | 19.3 (66.7)       | 18.7 (65.7)       | 14.5 (58.1)       | 10 (50)           | 5.3 (41.5)        | 2.2 (36.0)        | 10.1 (50.2)       |
| 일평균 최저 기온 °C (°F)                                                       | −1 (30)           | 1 (34)            | 3 (37)            | 6 (43)            | 11 (52)           | 13 (55)           | 15 (59)           | 15 (59)           | 11 (52)           | 7 (45)            | 4 (39)            | 1 (34)            | 7 (45)            |
| 역대 최저 기온 °C (°F)                                                         | −14 (7)           | −12 (10)          | −10 (14)          | −4 (25)           | 1 (34)            | 3 (37)            | 6 (43)            | 7 (45)            | 2 (36)            | −4 (25)           | −8 (18)           | −11 (12)          | −14 (7)           |
| 평균 강수량 mm (인치)                                                          | 55 (2.2)          | 53 (2.1)          | 66 (2.6)          | 49 (1.9)          | 76 (3.0)          | 67 (2.6)          | 75 (3.0)          | 66 (2.6)          | 63 (2.5)          | 66 (2.6)          | 63 (2.5)          | 66 (2.6)          | 765 (30.1)        |
| 평균 월간 일조시간                                                             | 47                | 80                | 120               | 176               | 208               | 214               | 232               | 218               | 158               | 103               | 50                | 37                | 1,643             |
| 출처: Daily mean / Avg. precipitation / Mean sunshine hours (1981 - 2010), DWD |                   |                   |                   |                   |                   |                   |                   |                   |                   |                   |                   |                   |                   |

## 자매 도시
- 네덜란드 알크마르 (1958년)
- 프랑스 트루아 (1958년)
- 영국 체스터필드 (1959년)
- 오스트리아 그라츠 (1968년)
- 노르웨이 트론헤임 (1968년)
- 터키 부르사 (1971년)
- 폴란드 프워츠크 (1988년)
- 헝가리 세게드 (1990년)
- 헝가리 죈크 (1990년)
- 독일 프라이베르크 (1990년)
- 이탈리아 브레시아 (1991년)
- 스위스 그슈티드 (1991년)
- 우크라이나 우지호로드 (1992년)
- 라트비아 리예파야 (1993년)
- 스페인 로그로뇨 (2002년)